# Punto asola

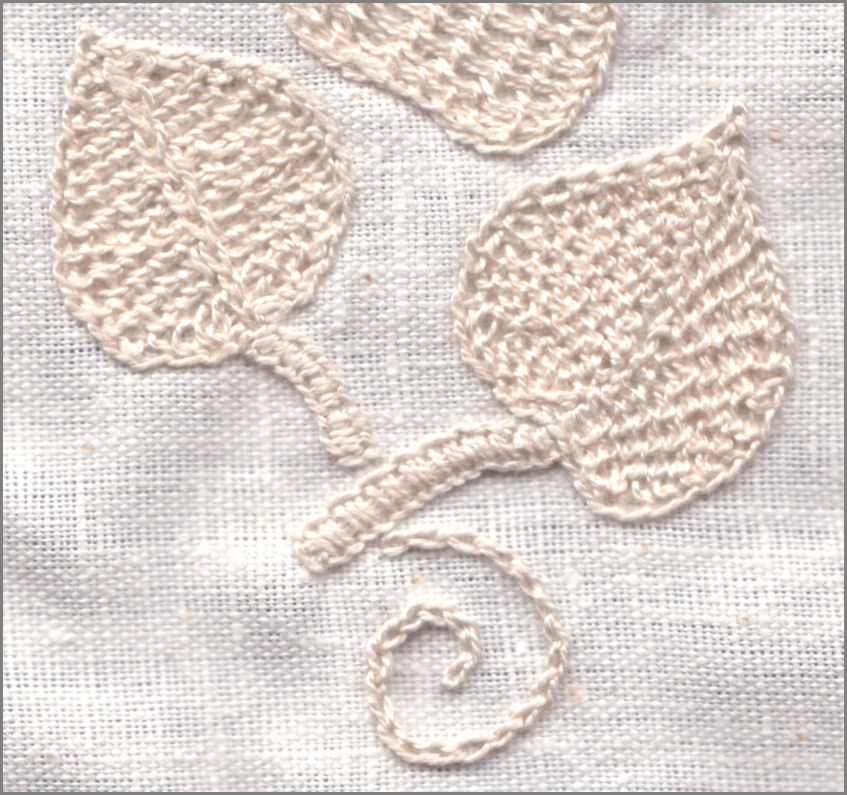
Ricamo con steli a punto asola e foglie a punto asola staccato, lavorato in cotone perlé naturale su tessuto di cotone-lino, Stati Uniti, anni 1990.

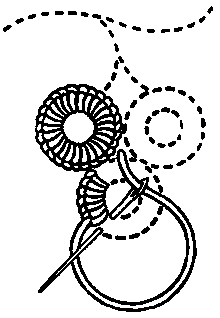
Ricamo a punto asola

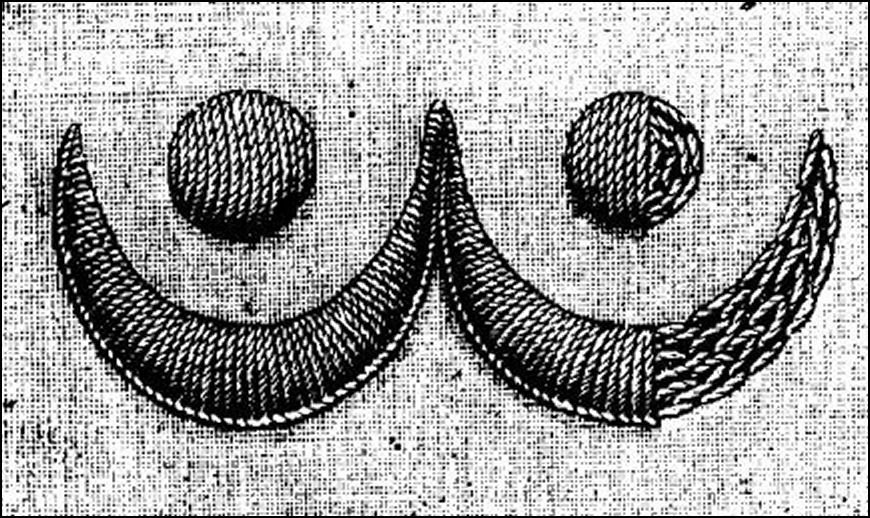
Smerlo a punto asola raso, dal libro di Isabella Beeton, Beeton's Book of Needlework

Il punto asola o punto occhiello e il correlato punto coperta sono punti da cucito e ricamo usati in sartoria, ricamo, e merletto ad ago.
I punti asola catturano un cappio di filo sulla superficie del tessuto e l'ago viene riportato sul retro del tessuto ad angolo retto rispetto all'inizio del filo. Il punto finito in qualche modo assomiglia a una lettera "L" a seconda della spaziatura dei punti. Per le asole i punti sono strettamente uniti e per i bordi di una coperta sono più distanziati. Le proprietà di questo punto lo rendono ideale per evitare di sfilacciare il tessuto. 

## Applicazioni
Oltre a rinforzare l'asola e impedire che il tessuto tagliato si sgretoli, i punti asola vengono usati per realizzare steli nel ricamo, occhielli cuciti e per inserire applicazioni sul tessuto. Gli smerli a punto asola, solitamente rialzati o imbottiti da file diritte o a punto catenella, erano un bordo molto popolare nel XIX secolo.

### Galleria di punti

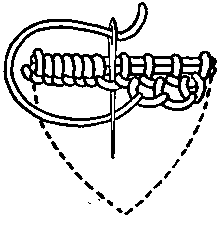
Punto asola distaccato
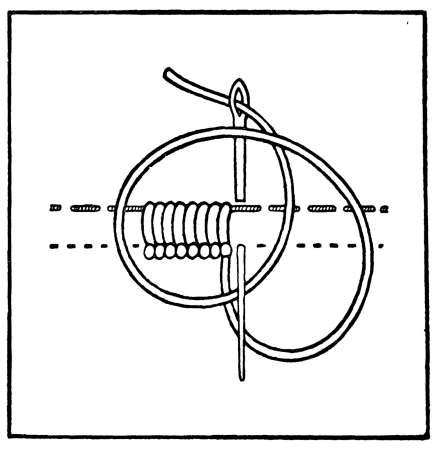
Punto asola dei sarti
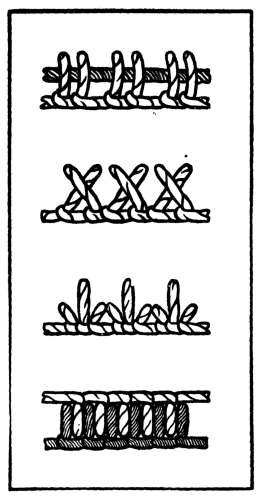
Varianti di punto asola
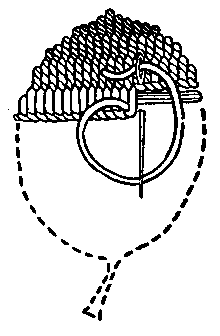
Punto asola ombreggiato